# كاري تورنر
كاري تورنر (بالإنجليزية: Carrie Turner)‏ هي ممثلة أمريكية، ولدت في 1863 في ألباني في الولايات المتحدة، وتوفيت في 12 أكتوبر 1897 في دانسفيل ليفينغستون مقاطعة في الولايات المتحدة.